# Гаплогруппа R1a1 (Y-ДНК)
Гаплогруппа R1a1 — гаплогруппа Y-хромосомы, происходит от Y-хромосомной гаплогруппы R1a (М420).

## Происхождение
Гаплогруппа R1a1-M459 является потомком субклады R1a, происходящей от макрогруппы R1. По расчётам она появилась около 17,3 тыс. лет назад, при этом последний общий предок современных носителей гаплогруппы R1a1 жил 14,1 тыс. лет назад (даты определены по снипам компанией YFull). Имеет потомков в виде Y-хромосомных гаплогрупп R1a1a и R1a1b, первая из которых оставила намного большее количество потомков.

## Субклады
- R1a1a : M198
- R1a1b : YP1272

## Распространение

### Южная Азия
Распространённость гаплогруппы R1a1 среди индийских брахманов, (n=).
Север
- Уттар Прадеш — 67.74% (31), Химачал-Прадеш — 47.37% (30), Пенджаб — 35.71% (49), Кашмирские пандиты — 19.61% (51).

Центр
- Мадхья-Прадеш — 38.10% (42)

Восток
- Западная Бенгалия — 72.22% (30), Бихар — 60.53% (38)

Запад
- Махараштра — 43.33% (32), Гуджарат — 32.81% (64)

### Кавказ
Абхазо-адыгские народы
- абазины – 20,5%, черкесы – 12,7%, адыгейцы – 11,7%, абхазы – 9,3%.[2]

Иранские народы
- южные осетины – 4,8%, северные осетины – 0,8%.[2]

Картвелы
- мегрелы – 9,2%.[2]

Тюркские народы
- карачаевцы – 40%, балкарцы - 36%, кубанские ногайцы -50% .[2]

## Палеогенетика

### Мезолит
| ID    | Образец | Могильник       | География                    | Дата         | Пол | Y    | mt  |
| ----- | ------- | --------------- | ---------------------------- | ------------ | --- | ---- | --- |
| I0061 | UzOO74  | Оленеостровский | Южный Олений остров, Карелия | 5500–5000 BC | М   | R1a1 | C1g |

### Железный век
Саргатская культура
- Погорелка-2, курган 8 — Чановский район, Новосибирская область — Россия.[3]
  - Pg2 — погр. 3 — М — R1a : U5a1
  - Pg3 — погр. 5 — М — R1a : H

## Публикации
- Sharma, S., Rai, E., Sharma, P.; et al. (9 января 2009). The Indian origin of paternal haplogroup R1a1* substantiates the autochthonous origin of Brahmins and the caste system. Journal of Human Genetics. 54 (1): 47–55. doi:10.1038/jhg.2008.2. PMID 19158816. {{cite journal}}: Явное указание et al. в: |author= (справка)Википедия:Обслуживание CS1 (множественные имена: authors list) (ссылка)
- Литвинов С. С. Изучение генетической структуры народов Западного Кавказа по данным о полиморфизме Y-хромосомы, митохондриальной ДНК и Alu-инсерций. — Уфа, 2010. — 23 с.
- Haak, W., Lazaridis, I., Patterson, N. et al. Massive migration from the steppe was a source for Indo-European languages in Europe. Nature (2 марта 2015). Архивировано 10 февраля 2015 года.
- Пилипенко А.С., Черданцев С.В., Трапезов Р.О., Молодин В. И., Кобелева Л.С., Поздняков Д.В., Полосьмак Н. В. Палеогенетическое исследование родства погребенных из курганов саргатской культуры в Барабинской лесостепи (Западная Сибирь) // Археология, этнография и антропология Евразии. — 2017. — Т. 45, № 4. — С. 132—142.